# Rodrigo Valenzuela
Rodrigo Ignacio Valenzuela Avilés (Santiago, 27 de noviembre de 1975) es un exfutbolista chileno. Jugaba de centrocampista y defensor por la derecha y su último equipo fue Universidad Católica.

## Trayectoria

### Como jugador
Debutó con la Unión Española en 1994, donde se mantuvo hasta 1997, año en el cual el equipo descendió a Primera B.
En 1998 fichó en el Club América. El 8 de enero del mismo año debutó con el equipo mexicano, en un partido contra los Tiburones Rojos de Veracruz. En dicho club sólo disputó 27 partidos. El 2000 se integró a los Lobos de la BUAP, donde jugó muy poco debido a una grave lesión. Valenzuela volvió el mismo año a la Unión Española, donde cumplió una buena actuación. Posteriormente emigró a Perú para jugar en el Universitario de Deportes.
El 2001 volvió a Chile, aunque en aquella oportunidad pasó a integrar las filas de Santiago Wanderers. A mediados de año regresa al fútbol mexicano con el Club León, donde sus destacadas actuaciones lo llevan a ser un referente de la afición, pero no puede evitar su descenso. Su buena actuación con el León le valió quedarse en el Atlas de Guadalajara durante 2 años, del 2002 al 2004, donde de también logró colocarse como uno de los consentidos de la fiel rojinegra. 
En el 2005 retornó al América, donde resultó campeón del torneo de Clausura. En julio de 2005 volvió a Chile, para reforzar a la Unión Española durante el Torneo de Clausura de la Primera División. Tras finalizar el torneo, volvió a México para integrar el plantel de los Tiburones Rojos de Veracruz.  Desde julio de 2006 pasó a integrar el plantel de la Universidad de Chile.
El 23 de diciembre de 2006 fue confirmado como nuevo refuerzo de la Universidad Católica de cara a la temporada 2007. Actuó en sus 3 primeros años de carrilero diestro y muchas veces llegando a atacar como un delantero por la banda. Logra el título de campeón el año 2010 teniendo grandes actuaciones actuando mayormente como lateral diestro. A principios de 2011, a raíz de la partida de Milovan Mirosevic del club cruzado al fútbol árabe, pasó a ser el capitán del equipo durante algunos encuentros. Ese mismo año vuelve a ser campeón con la UC pero de la Copa Chile.

### Como ayudante técnico
A mitad de la temporada 2021 tras malos resultados de Gustavo Poyet con Universidad Católica, se integró como ayudante técnico de Cristian Paulucci, ganando como asistente la Supercopa 2021 y la Primera División de Chile 2021. Para la siguiente temporada, luego de malos resultados en las primeras 10 fechas por la Primera División 2022, tras mutuo acuerdo con el club, Paulucci dejó de ser técnico de la institución, siendo reemplazado interinamente por Valenzuela.

## Selección nacional
Valenzuela debutó con la selección de fútbol de Chile el 11 de febrero de 1998, en un partido amistoso ante Inglaterra. 
Fue nominado sorpresivamente para integrar la selección nacional, con miras a disputar la Copa América 2004, que se jugó desde el 6 de julio al 25 de julio de dicho año. En dicha edición jugó 18 partidos internacionales. 
Jugó para el equipo internacional desde su debut contra Inglaterra el 11 de febrero de 1998 hasta el 26 de marzo de 2005

### Participaciones en Copa América
| Copa                | Sede                | Resultado           | Partidos | Goles |
| ------------------- | ------------------- | ------------------- | -------- | ----- |
| Copa América 2001   | Colombia            | Cuartos de final    | 4        | 0     |
| Copa América 2004   | Perú                | Primera fase        | 3        | 0     |
| Total de su carrera | Total de su carrera | Total de su carrera | 7        | 0     |

### Participaciones en Clasificatorias a Copas del Mundo
| Eliminatorias                  | País                | Resultado           | Posición            | Partidos | Goles |
| ------------------------------ | ------------------- | ------------------- | ------------------- | -------- | ----- |
| Eliminatorias Corea-Japón 2002 | Corea del Sur Japón | Eliminado           | 10.º                | 2        | 0     |
| Eliminatorias Alemania 2006    | Alemania            | Eliminado           | 7.º                 | 7        | 0     |
| Total de su carrera            | Total de su carrera | Total de su carrera | Total de su carrera | 9        | 0     |

### Partidos internacionales
| Partidos internacionales | Partidos internacionales | Partidos internacionales                                       | Partidos internacionales | Partidos internacionales | Partidos internacionales | Partidos internacionales | Partidos internacionales | Partidos internacionales | Partidos internacionales         |
| N.º                      | Fecha                    | Estadio                                                        | Local                    | Resultado                | Visitante                | Goles                    | Asistencias              | DT                       | Competición                      |
| ------------------------ | ------------------------ | -------------------------------------------------------------- | ------------------------ | ------------------------ | ------------------------ | ------------------------ | ------------------------ | ------------------------ | -------------------------------- |
| 1                        | 11 de febrero de 1998    | Estadio de Wembley, Londres, Inglaterra                        | Inglaterra               | 0-2                      | Chile                    |                          |                          | Nelson Acosta            | Amistoso                         |
| 2                        | 2 de junio de 2001       | Estadio Defensores del Chaco, Asunción, Paraguay               | Paraguay                 | 1-0                      | Chile                    |                          |                          | Pedro García             | Clasificatorias Corea-Japón 2002 |
| 3                        | 11 de julio de 2001      | Estadio Metropolitano Roberto Meléndez, Barranquilla, Colombia | Ecuador                  | 1-4                      | Chile                    |                          |                          | Pedro García             | Copa América 2001                |
| 4                        | 14 de julio de 2001      | Estadio Metropolitano Roberto Meléndez, Barranquilla, Colombia | Chile                    | 1-0                      | Venezuela                |                          |                          | Pedro García             | Copa América 2001                |
| 5                        | 17 de julio de 2001      | Estadio Metropolitano Roberto Meléndez, Barranquilla, Colombia | Colombia                 | 2-0                      | Chile                    |                          |                          | Pedro García             | Copa América 2001                |
| 6                        | 22 de julio de 2001      | Estadio Hernán Ramírez Villegas, Pereira, Colombia             | Chile                    | 0-2                      | México                   |                          |                          | Pedro García             | Copa América 2001                |
| 7                        | 7 de octubre de 2001     | Estadio Major Antônio Couto Pereira, Curitiba, Brasil          | Brasil                   | 1-0                      | Chile                    |                          |                          | Jorge Garcés             | Clasificatorias Corea-Japón 2002 |
| 8                        | 30 de marzo de 2004      | Estadio Hernando Siles, La Paz, Bolivia                        | Bolivia                  | 0-2                      | Chile                    |                          |                          | Juvenal Olmos            | Clasificatorias Alemania 2006    |
| 9                        | 1 de junio de 2004       | Polideportivo de Pueblo Nuevo, San Cristóbal, Venezuela        | Venezuela                | 0-1                      | Chile                    |                          |                          | Juvenal Olmos            | Clasificatorias Alemania 2006    |
| 10                       | 8 de julio de 2004       | Estadio Monumental de la UNSA, Arequipa, Perú                  | Brasil                   | 1-0                      | Chile                    |                          |                          | Juvenal Olmos            | Copa América 2004                |
| 11                       | 11 de julio de 2004      | Estadio Monumental de la UNSA, Arequipa, Perú                  | Paraguay                 | 1-1                      | Chile                    |                          |                          | Juvenal Olmos            | Copa América 2004                |
| 12                       | 14 de julio de 2004      | Estadio Jorge Basadre, Tacna, Perú                             | Costa Rica               | 2-1                      | Chile                    |                          |                          | Juvenal Olmos            | Copa América 2004                |
| 13                       | 5 de septiembre de 2004  | Estadio Nacional, Santiago, Chile                              | Chile                    | 0-0                      | Colombia                 |                          |                          | Juvenal Olmos            | Clasificatorias Alemania 2006    |
| 14                       | 10 de octubre de 2004    | Estadio Olímpico Atahualpa, Quito, Ecuador                     | Ecuador                  | 2-0                      | Chile                    |                          |                          | Juvenal Olmos            | Clasificatorias Alemania 2006    |
| 15                       | 13 de octubre de 2004    | Estadio Nacional, Santiago, Chile                              | Chile                    | 0-0                      | Argentina                |                          |                          | Juvenal Olmos            | Clasificatorias Alemania 2006    |
| 16                       | 13 de octubre de 2004    | Estadio Nacional, Lima, Perú                                   | Perú                     | 3-1                      | Chile                    |                          |                          | Juvenal Olmos            | Clasificatorias Alemania 2006    |
| 17                       | 9 de febrero de 2005     | Estadio Sausalito, Viña del Mar, Chile                         | Chile                    | 3-0                      | Ecuador                  |                          |                          | Juvenal Olmos            | Amistoso                         |
| 18                       | 26 de marzo de 2005      | Estadio Nacional, Santiago, Chile                              | Chile                    | 1-1                      | Uruguay                  |                          |                          | Juvenal Olmos            | Clasificatorias Alemania 2006    |
| Total                    | Total                    | Total                                                          | Presencias               | 9                        | Goles                    | 0                        |                          |                          |                                  |

| Selección chilena | Selección chilena | Selección chilena |
| Año               | Partidos          | Goles             |
| ----------------- | ----------------- | ----------------- |
| 1998              | 1                 | 0                 |
| 2001              | 6                 | 0                 |
| 2004              | 9                 | 0                 |
| 2005              | 2                 | 0                 |
| Total             | 18                | 0                 |

## Clubes

### Como futbolista
| Club                 | País   | Año       |
| -------------------- | ------ | --------- |
| Unión Española       | Chile  | 1994-1997 |
| América              | México | 1998-1999 |
| U.A.P.               | México | 2000      |
| Unión Española       | Chile  | 2000      |
| Santiago Wanderers   | Chile  | 2001      |
| León                 | México | 2001      |
| Atlas                | México | 2002-2004 |
| América              | México | 2004-2005 |
| Unión Española       | Chile  | 2005      |
| Veracruz             | México | 2006      |
| Universidad de Chile | Chile  | 2006      |
| Universidad Católica | Chile  | 2007-2014 |

### Como ayudante técnico
| Club                 | País  | Año       |
| -------------------- | ----- | --------- |
| Universidad Católica | Chile | 2021-Act. |

### Como entrenador
| Club                            | País  | Año  |
| ------------------------------- | ----- | ---- |
| Universidad Católica (interino) | Chile | 2022 |
| Universidad Católica (interino) | Chile | 2024 |
| Universidad Católica (interino) | Chile | 2025 |

## Estadísticas

### Como jugador
| Club                         | Div.       | Temporada  | Liga  | Liga  | Copas Nacionales | Copas Nacionales | Torneos Internacionales | Torneos Internacionales | Total | Total | Media Goleadora |
| Club                         | Div.       | Temporada  | Part. | Goles | Part.            | Goles            | Part.                   | Goles                   | Part. | Goles | Media Goleadora |
| ---------------------------- | ---------- | ---------- | ----- | ----- | ---------------- | ---------------- | ----------------------- | ----------------------- | ----- | ----- | --------------- |
| Universidad Católica · Chile | 1°         | 2007       | 32    | 2     | —                | —                | —                       | —                       | 32    | 2     | 0.06            |
| Universidad Católica · Chile | 1°         | 2008       | 29    | 2     | —                | —                | 5                       | 0                       | 34    | 2     | 0.06            |
| Universidad Católica · Chile | 1°         | 2009       | 43    | 1     | 8                | 1                | —                       | —                       | 51    | 2     | 0.04            |
| Universidad Católica · Chile | 1°         | 2010       | 28    | 0     | 3                | 0                | 7                       | 0                       | 38    | 0     | 0.00            |
| Universidad Católica · Chile | 1°         | 2011       | 15    | 0     | 2                | 0                | 9                       | 0                       | 26    | 0     | 0.00            |
| Universidad Católica · Chile | 1°         | 2012       | 16    | 2     | 4                | 0                | 5                       | 0                       | 25    | 2     | 0.08            |
| Universidad Católica · Chile | 1°         | 2013       | 6     | 1     | —                | —                | —                       | —                       | 6     | 1     | 0.17            |
| Universidad Católica · Chile | 1°         | 2013-14    | 0     | 0     | 3                | 0                | —                       | —                       | 3     | 0     | 0.00            |
| Total club                   | Total club | Total club | 169   | 8     | 20               | 1                | 26                      | 0                       | 215   | 9     | 0.04            |
| 1. 2. 3.                     |            |            |       |       |                  |                  |                         |                         |       |       |                 |

### Como entrenador
| Club                 | País  | Año   | PJ | PG | PE | PP | GF | GC | Dif. | Ptos. | % Rendimiento |
| -------------------- | ----- | ----- | -- | -- | -- | -- | -- | -- | ---- | ----- | ------------- |
| Universidad Católica | Chile | 2022  | 4  | 0  | 2  | 2  | 4  | 9  | -5   | 2     | 16.67%        |
| Universidad Católica | Chile | 2023  | 1  | 1  | 0  | 0  | 2  | 1  | +1   | 3     | 100%          |
| Universidad Católica | Chile | 2024  | 3  | 0  | 2  | 1  | 2  | 4  | -2   | 1     | 22.22%        |
| Universidad Católica | Chile | 2025  | 2  | 1  | 1  | 0  | 2  | 1  | +1   | 4     | 66.67%        |
| Total                | Total | Total | 10 | 2  | 5  | 3  | 10 | 15 | -5   | 10    | 36.67%        |

## Palmarés

### Títulos nacionales
| Título           | Equipo                    | País   | Año  |
| ---------------- | ------------------------- | ------ | ---- |
| Primera División | Santiago Wanderers        | Chile  | 2001 |
| Primera División | Club América              | México | 2005 |
| Primera División | C.D. Universidad Católica | Chile  | 2010 |
| Copa Chile       | C.D. Universidad Católica | Chile  | 2011 |

### Como ayudante técnico
| Título             | Equipo                    | País  | Año  |
| ------------------ | ------------------------- | ----- | ---- |
| Supercopa de Chile | C.D. Universidad Católica | Chile | 2021 |
| Primera División   | C.D. Universidad Católica | Chile | 2021 |

### Distinciones individuales
| Distinción                                 | Año  |
| ------------------------------------------ | ---- |
| Parte del Equipo Ideal de El Gráfico Chile | 2009 |